# Петров, Дмитрий Ананьевич
Петров Дмитрий Ананьевич (8 июля 1921, Таттинский наслег, Якутская губерния — 6 ноября 1971) — пулемётчик моторизованного батальона автоматчиков (65-я танковая бригада, 11-й танковый корпус, 1-й Белорусский фронт). Полный кавалер ордена Славы.

## Биография
Родился 8 июля 1921 года в Таттинском наслеге ныне Таттинского улуса Республики Саха (Якутия) в семье крестьянина. Рано осиротел. После окончания в 1938 году Уолбинской семилетней школы работал в колхозе. Учился в Якутском культпросветучилище, но из-за финансовых трудностей учёбу не закончил. Вернувшись на родину, работал табельщиком в отделе коммунального хозяйства райсовета, бухгалтером в промартели.

#### Годы Великой Отечественной войны
В РККА был призван в марте 1942 года Чурапчинским райвоенкоматом. Из Забайкальского военного округа, как меткий стрелок, был направлен в Гороховецкий военный лагерь Московского военного округа, где стал курсантом 10-го снайперского полка. В течение 9 месяцев служил командиром отделения, затем помощником командира взвода по подготовке снайперов. 
В начале 1944 года направляется на фронт. Воевал пулемётчиком в составе 65-й танковой бригады на 1-м Белорусском фронте. Участвовал в освобождении Белоруссии, Польши от немецко-фашистских захватчиков.
В 1946 году старшина Д. А. Петров был демобилизован, вернулся на родину.

#### Послевоенный период
После демобилизации Дмитрий Ананьевич трудился на партийной, советской и хозяйственной работе.
Написал автобиографическую книгу «Саллаат сулуһа» (Звезда солдата). 
Умер 6 ноября 1971 года после тяжёлой болезни. Похоронен на центральной площади села Ытык-Кюёль.

## Награды и звания
- Орден Славы первой степени (31.05.1945)[1]
- Орден Славы второй степени (25.03.1945)[2]
- Орден Славы третьей степени (27.07.1944)[3]
- Медали
- Почётный гражданин Таттинского улуса

## Память
- Имя Д. А. Петрова присвоено:

Ытык-Кюёльской средней школе № 2;
одной из улиц села Ытык-Кюёль.
- В селе Ытык-Кюёль установлен бюст героя.
- В Ытык-Кюёльской школе существует мемориальная комната-музей Д. А. Петрова.
- С 2003 года в Таттинском улусе проводятся школьные Петровские чтения.